# Microfabricació

Il·lustració simplificada del procés de fabricació d'un inversor CMOS sobre substrat tipus p en microfabricació de semiconductors. Cada pas de gravat es detalla a la imatge següent. Nota: els contactes de la porta, la font i el drenatge no es troben normalment al mateix pla en dispositius reals i els diagrames no estan a escala.

La microfabricació és el procés de fabricació d'estructures en miniatura d'escales micròmetres i més petites. Històricament, els primers processos de microfabricació es van utilitzar per a la fabricació de circuits integrats, també coneguts com a "fabricació de semiconductors" o "fabricació de dispositius semiconductors". En les últimes dues dècades sistemes microelectromecànics (MEMS), microsistemes (ús europeu), micromàquines (terminologia japonesa) i els seus subcamps, microfluídica /lab-on-a-chip, MEMS òptics (també anomenats MOEMS), RF MEMS, PowerMEMS, BioMEMS i la seva extensió a nanoescala (per exemple NEMS, per a sistemes nanoelectromecànics) han reutilitzat, adaptat o ampliat mètodes de microfabricació. Les pantalles de pantalla plana i les cèl·lules solars també utilitzen tècniques similars.
La miniaturització de diversos dispositius presenta reptes en moltes àrees de la ciència i l'enginyeria: física, química, ciència dels materials, informàtica, enginyeria d'ultra precisió, processos de fabricació i disseny d'equips. També està donant lloc a diferents tipus de recerca interdisciplinària. Els principals conceptes i principis de la microfabricació són la microlitografia, el dopatge, les pel·lícules primes, el gravat, l'enllaç i el poliment.
La microfabricació és en realitat una col·lecció de tecnologies que s'utilitzen en la fabricació de microdispositius. Alguns d'ells tenen orígens molt antics, no vinculats a la fabricació, com la litografia o l'aiguafort. El poliment es va prendre en préstec de la fabricació d'òptica, i moltes de les tècniques de buit provenen de la investigació de la física del segle XIX. La galvanoplastia també és una tècnica del segle xix adaptada per produir estructures a escala micromètrica, així com diverses tècniques d'estampació i relleu.
Per fabricar un microdispositiu, s'han de realitzar molts processos, un darrere l'altre, moltes vegades repetidament. Aquests processos solen incloure dipositar una pel·lícula, modelar la pel·lícula amb les microcaracterístiques desitjades i eliminar (o gravar) parts de la pel·lícula. La metrologia de pel·lícula prima s'utilitza normalment durant cadascun d'aquests passos individuals del procés, per garantir que l'estructura de la pel·lícula tingui les característiques desitjades en termes de gruix (t), índex de refracció (n) i coeficient d'extinció (k), per al comportament adequat del dispositiu.. Per exemple, en la fabricació de xips de memòria hi ha uns 30 passos de litografia, 10 passos d'oxidació, 20 passos de gravat, 10 passos de dopatge i molts altres. La complexitat dels processos de microfabricació es pot descriure pel seu recompte de màscares. Aquest és el nombre de capes de patrons diferents que constitueixen el dispositiu final. Els microprocessadors moderns es fabriquen amb 30 màscares mentre que unes poques màscares són suficients per a un dispositiu microfluídic o un díode làser. La microfabricació s'assembla a la fotografia d'exposició múltiple, amb molts patrons alineats entre si per crear l'estructura final.